# زياد نجيم
زياد إيفا فؤاد نجيم (2 نوفمبر 1958 -) هو إعلامي وطبيب لبناني قدم برنامج "استفتاء" في أم تي في وتسببت إحدى حلقاته في قرار غلق القناة من قبل الدولة. ثم انتقل لقناة الحرة حيث أذاع برنامج "ساعة حرة" والتي تطرّق فيها لمواضيع من المحرمات في العالم العربي مثل سفاح القربى والزواج المثلي، حاز زياد نجيم على شهادة "دبلوم البورد الأوروبي في جراحة الفم (بالإنجليزية: The European Board of Oral Surgery)‏ ، وهي أعلى شهادة علمية تُعطى داخل جمعيات جراحة الفم الأوروبية..

## النشأة والمسيرة
ولد ببلدة دورس بقضاء بعلبك بلبنان من أسرة مسيحية مارونية. أبوه هو فؤاد نجيم وأمه هي إيفا قرداحي. بدأ نجيم عمله الإعلامي في منتصف الثمانينات من خلال تقديم البرامج الترفيهية، فبدأ ببرنامج افتح يا سمسم عام 1986 على قناة أل بي سي، ثم برنامج ليلة حظ عام 1987. تسببت إحدى حلقات برنامجه «استفتاء» في أم تي في في قرار غلق القناة من قبل الدولة. وقدّم عدة برامج من أهمها:
- الدنيا دولاب 1989
- أنا الشعب 1993
- الشاطر يحكي 1994
- استفتاء أم تي في 2002
- دنيا 2003
- ساعة حرة قناة الحرة منذ 2004
- مساء الحرية 2009
- محامي الشيطان أو تي في 2012

### في الإذاعة
عمل أول مرة في الإذاعة ببرنامج «أسترجي» على صوت الغد، ثم انتقل في يناير 2014 إلى أو تي في ليقدم نفس البرنامج على التلفيزيون..